# Coping
Coping (český ekvivalent původně anglického termínu je „zvládání“) je pojem související se zpracováváním stresu. Kořeny označení lze najít v řeckém slově „colaphos“, označující v zápasnické terminologii přímý úder na ucho.
Někteří autoři (např. Křivohlavý, Bratská), vycházející z tohoto pojetí, chápou zvládání jako přímý boj s mimořádně těžkou zátěžovou situací. Dle jejich názoru jde o vyšší stupeň adaptace, která představuje vyrovnávání se se zátěží pomocí aplikace víceméně obvyklých způsobů či na základě zkušeností. Oproti tomu u zvládání, které nastupuje při konfrontaci jedince se zátěží přesahující jeho zdroje, musí být potřebné vzorce chování nejprve vytvořeny a osvojeny.
Mnoho autorů ovšem zahrnuje obě tyto polohy pod pojem zvládání a chápe tento pojem jako vyrovnávání se s jakýmkoli typem stresu. Jak však uvádí Frydenbergová, nedostatek obecných definicí je způsoben nerozlišováním volních reakcí, cílených snah vyrovnat se se zátěží od reakcí samovolných, které by neměly být nazývány zvládáním.
Někteří autoři zvládání staví mezi tzv. ovládání (mastery) a obranu (defense). Ovládání se pojí s bez-stresovým prožíváním, na rozdíl od zvládání a obrany, které se vážou s nepříjemnými prožitky stresu. Zatímco pro obranu je charakteristická pasivita a rigidita, zvládání se vyznačuje aktivizací kognitivních procesů a aktivitou zacílenou na vyvolání změn prostředí a sebe.

## Přístupy k problematice zvládání

### Psychoanalytický a psychodynamický přístup
Počátek studia pojmu zvládání se váží k praxi S. Freuda a jeho žáků, kteří na počátku 20. století zkoumali zvládání vnitřních sexuálních a agresivních konfliktů prostřednictvím obranných mechanismů. Poukázali tím na význam obranných mechanismů, jejichž účelem je změna vnímání stresových situací, při které dochází k redukci distresu za současné minimalizace změn ve vnitřním a vnějším prostředí. 
Jakkoli bylo „objevení“ obranných mechanismů významné a převratné, nelze jimi zdaleka obsáhnout celou problematiku zvládání a vysvětlovat jimi různé vědomé a problém řešící strategie. Vůči psychodynamickému pojetí zvládání bylo vzneseno i mnoho metodologických výtek, týkajících se terminologické nejednotnosti a spíše kazuistické povahy publikovaných studií.

### Fyziologický přístup
O zavedení pojmu stresu (jakožto nespecifické fyziologické reakce na působení zátěže) se ve 30. letech 20. století zasloužil biochemik H. Selye. Současně zavedl označení stresor pro podnět, který stresový stav vyvolal. V roce 1956 definoval tzv. obecný adaptační syndrom (GAS), jímž se organismus (lidský stejně jako zvířecí) brání zátěži. Obecný adaptační syndrom probíhá ve třech fázích:
- poplachová reakce – mobilizace obranných sil organismu, doprovázená sníženou rezistencí,
- stav zvýšené rezistence – adaptace organismu na zátěž,
- vyčerpání – selhání schopnosti adaptace při přetvávajícím působení stresoru.[6]

Selye zkoumal především působení zátěže fyziologického druhu (nepříznivé fyzikální podmínky, zranění, otravy). Z jeho poznatků však vycházejí autoři, kteří pak přenesli jeho pojetí stresu i do sféry psychosociální zátěže. Selye se zabýval rovněž interindividuálními odlišnostmi v reakcích na působení zátěže stejné intenzity, které vysvětloval různou úrovní zátěže u různých osob.

### Transakční přístup
V 60. letech 20. století se objevil a po dvě desetiletí ve výzkumu zvládání dominoval přístup, který bývá nazýván transakčním či kognitivně-transakčním. Do centra pozornosti staví procesy kognitivního zpracování situace a hodnocení její stresovosti, důraz kladou na interakci jedince s prostředím, v potaz tudíž berou i charakteristiky zvládaných situací. Stres v jejich pojetí představuje specifický vztah mezi jedincem a prostředím, který je hodnocený jedincem jako vyčerpávající jeho zdroje nebo ohrožující jeho stav pohody.
Proces vyrovnávání se se zátěžovou situací rozčleňuje do 3 fází:
- primární hodnocení – zhodnocení závažnosti situace
  - motivační významnost (hodnocení nakolik se situace týká osobních cílů a zájmů),
  - motivační kogruence či inkongruence (hodnocení nakolik situace brání či napomáhá dosažení osobních cílů),

- sekundární hodnocení – zhodnocení vlastních možností, jak se v situaci zachovat, po němž následuje výběr zvládací strategie; má čtyři složky:
  - zhodnocení kdo za situaci získá uznání či ponese vinu,
  - zhodnocení schopnosti jednat v situaci tak, aby byly zvládnuty požadavky jí kladené (zvládání orientované na problém),
  - zhodnocení možností regulovat v situaci svůj emoční stav (zvládání zaměřené na emoce),
  - budoucí očekávání dopadů situace na dosahování osobních cílů,
- přehodnocení – zpětná změna pohledu na situaci a stresory.[8]

Zvládání je v transakčním pojetí považováno za napříč různými situacemi spíše nekonzistentní proces, který je do velké míry determinován situačními charakteristikami, a v němž je role osobnosti omezena na její kognitivní, respektive zkušenostní komponenty. 

### Současný přístup
Pro současnou generaci vědců zabývajících se zkoumáním zvládání je podle Sulse a jeho kolegů charakteristické, že většina  uznává význam situačních i osobnostních faktorů zvládání. Mnoho současných autorů se shoduje na názoru, že jak osobnostní, tak situační determinanty vysvětlují významnou míru variací chování při zvládání.

## Definice Lazaruse
Autorem nejčastěji citované a obecně respektované definice „copingu“, resp. zvládání, je Richard S. Lazarus. Lazarus, společně se svými kolegy, definuje tento pojem jako „úsilí zaměřené směrem ven i dovnitř, vypořádat se s vnějšími i vnitřními požadavky (a konflikty mezi nimi), jež vyčerpávají osobní zdroje“.
Tato definice vystihuje dvě základní funkce zvládání – cílenou změnu vztahů mezi jedincem a prostředím a kontrolu vlastního prožívání, čili zvládání prostředí a zvládání sebe.
Pro tento proces je charakteristický pojem zvládání (coping).

### Čtyři skutečnosti definice
1. Zvládání není jednorázovou záležitostí. Je to dynamický proces.
2. Zvládání není automatický proces.
3. Zvládání vyžaduje určitou (vědomou) snahu a námahu jednající osoby.
4. Zvládání je snahou řídit dění („ukočírovat je“ – viz termín stress managment).

### Pomoc při boji se stresem
Lazarus zároveň vytipoval několik pozitivních věcí, které nám mohou pomoci v boji se stresem. Patří sem:
- dobrý zdravotní stav a dostatek síly
- pozitivní postoj daného člověka k možnosti úspěšného zvládnutí situace
- dobré znalosti a dovednosti zvládání těžkostí
- kladný vliv sociální opory

## Copingová strategie
Pojem copingové (také zvládací) strategie představují různé způsoby a možnosti, kterými jedinec zvládá stresové situace. Tyto strategie přihlížejí na aktuální fyzický a psychický stav jedince ve vztahu ke konkrétní situaci, ve které se zrovna nachází. Příkladem může být například školní zátěž, při které si žáci volí různé copingové strategie, aby danou situaci zvládli.
Od copingu se strategie liší tím, že coping představuje reakci na stresové situace a zároveň samotný proces zvládání těchto obtížných okolností. Během copingu dochází současně k vyhledávání efektivních metod řešení, které je nejprve nutné si vyzkoušet a následně vypracovat. Přirozeně si jedinec po vyhodnocení určité situace vybírá některou ze svých strategií. Copingové strategie znázorňují již propracované postupy, které mají dosáhnout určitého vytčeného cíle. Strategie mají jako za jeden z úkolů podporovat wellbeing jedince a snižovat nepříjemnosti, ve kterých se ocitl.

### Typy copingových strategií
Existuje mnoho různých postupů, jak zvládnout stresovou situaci, a proto se rozlišuje spousta typů. Tyto strategie se mohou odlišovat v závislosti na individuálních charakteristikách nebo pohlaví jedince. Lidé mají vypracované různé způsoby, jak se stresem pracovat. Strategie se u každého jedince liší a mohou vést k různým závěrům v jejich životě.

#### Rozdělení podle Výrosta a Slaměníka (2001):
- strategie orientovaná na problém -  promyšlení postupu svého řešení, podle kterého následně člověk koná, jedná se o již připravené postupy a plány našeho jednání, jedinec může vyhledat a využít pomoc od ostatních lidí[11]
- strategie orientovaná na emoce - snaha o přehodnocení svého přístupu[11]
- strategie orientovaná na únik - vzdálení se od problému a následné zapomenutí[17], jedinec si nechce připustit daný problém a utíká od něj[11]

#### Rozdělení podle Křivohlavého (1994):
- strategie apatie - jedinec vykazuje známky lhostejnosti a apatie, což může zapříčinit pocity deprese a zoufalství[14]
- strategie vyhýbání - snaha o vyhýbání se určitému problému[14]
- strategie napadení - snaha o zbavení se problému[14]
- strategie posilování vlastní síly - trénink vlastní sebekontroly a schopností[14]

K dalším copingovým strategiím někteří autoři uvádějí i hledání sociální podpory od ostatních nebo úplnou nepřítomnost zvládání (např. jedinec naprosto rezignuje, nic nedělá).